# Workers' Dreadnought
Workers' Dreadnought (Acorazado de las personas trabajadoras) fue un periódico publicado por partidos políticos de diversos nombres dirigidos por Sylvia Pankhurst.
Pankhurst comenzó a publicar el periódico siguiendo la sugerencia de Zelie Emerson, después de que Pankhurst fuera expulsada de la Unión Social y Política de Mujeres por su madre y su hermana. El periódico fue publicado en nombre de la recién formada Workers' Socialist Federation (inicialmente constituida como Federación de Sufragistas del Este de Londres).
Titulado provisionalmente Workers' Mate (el compañero de la persona trabajadora), el periódico apareció por primera vez el 8 de marzo de 1914 (14 de marzo según una fuente, y 21 de marzo según otra), el día de la manifestación sufragista en la que Pankhurst debía hablar. en Trafalgar Square, como The Woman's Dreadnought (El acorazado de las mujeres), con una tirada de 30.000 ejemplares,[cita requerida], que posteriormente (en el número 10, de mayo de 1914) se cifra en una tirada de 20.000 ejemplares.
Cuando el editor fue encarcelado, Norah Smyth y Jack O'Sullivan asumieron el cargo de editora/o interina/o alternándose entre ambos. Durante muchos años, Smyth aprovechó sus habilidades fotográficas para proporcionar imágenes para el periódico sobre la vida en el East End, en particular la de mujeres y niños que vivían en la pobreza.
En julio de 1917 el periódico cambió su nombre por el de Workers' Dreadnought, con una tirada inicial de 10.000 ejemplares. Su lema cambió a "Socialismo, internacionalismo, votos para todos", y más tarde, en julio de 1918, dicho lema pasó a ser "Por el socialismo internacional", lo que refleja una creciente oposición al parlamentarismo en el partido.
El 19 de junio de 1920, el Dreadnought Obrero fue adoptado como la publicación semanal oficial del Partido Comunista (sección británica de la Tercera Internacional). Pankhurst continuó publicando el periódico hasta junio de 1924.